# 3211 Louispharailda
3211 Louispharailda è un asteroide della fascia principale. Scoperto nel 1931, presenta un'orbita caratterizzata da un semiasse maggiore pari a 2,7350388 UA e da un'eccentricità di 0,2494034, inclinata di 10,50732° rispetto all'eclittica.